# Bagni di Petriolo
Bagni di Petriolo ist ein Ortsteil (Fraktion, italienisch frazione) von Monticiano in der Provinz Siena, Region Toskana in Italien.

## Geografie
Der Ort, teils auch Terme di Petriolo genannt, liegt 12 km südöstlich des Hauptortes Monticiano, 26 km südlich der Provinzhauptstadt Siena und 77 km südlich der Regionshauptstadt Florenz. Der Ortsname stammt im ersten Teil vom italienischen Wort für Thermalbäder ab, der Ortszusatz Petriolo entstammt der anliegenden Burg Castello di Petriolo. Der Ort liegt am Fluss Farma an der Provinzgrenze zur Provinz Grosseto und der Gemeinde Civitella Paganico (Ortsteil Pari) in der Landschaft des Mersetals bei 161 m s.l.m.

## Geschichte

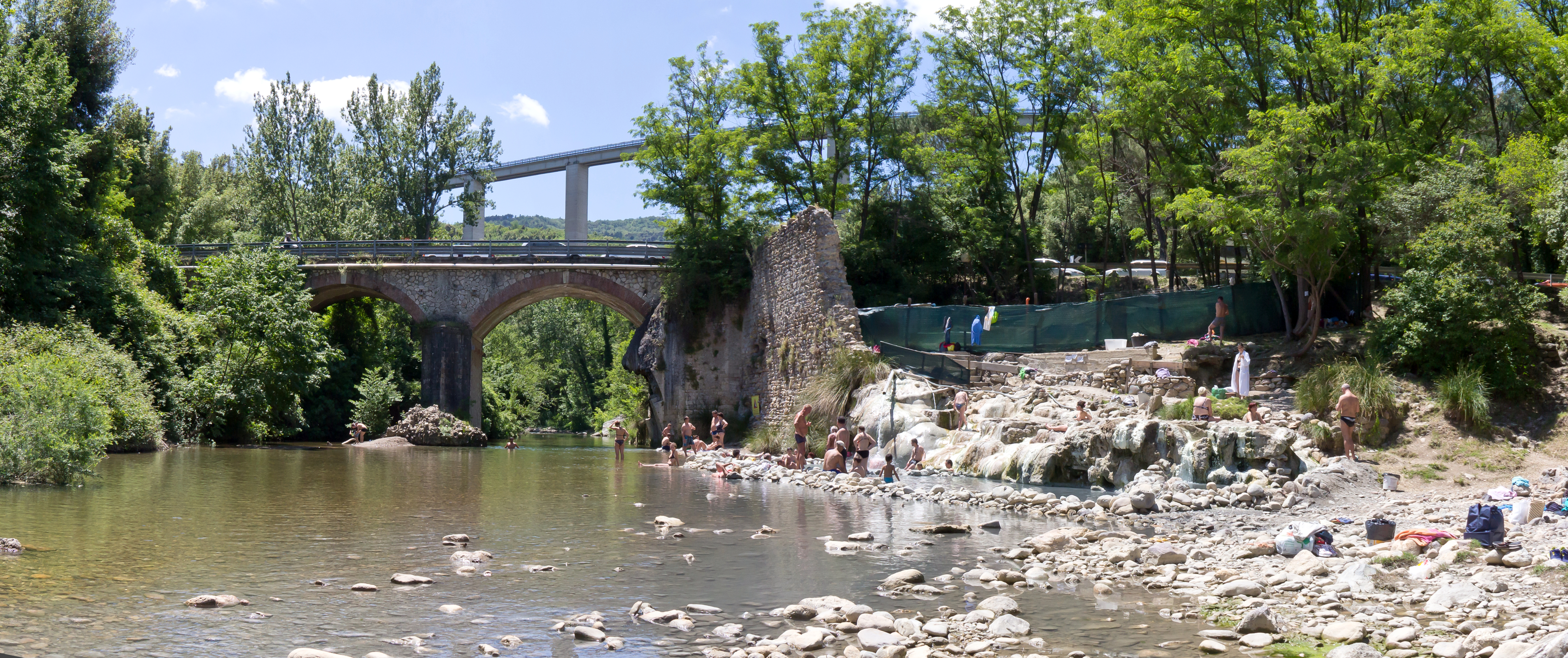
Die beiden Brücken über die Farma bei Bagni di Petriolo, beide auch Ponte di Petriolo genannt

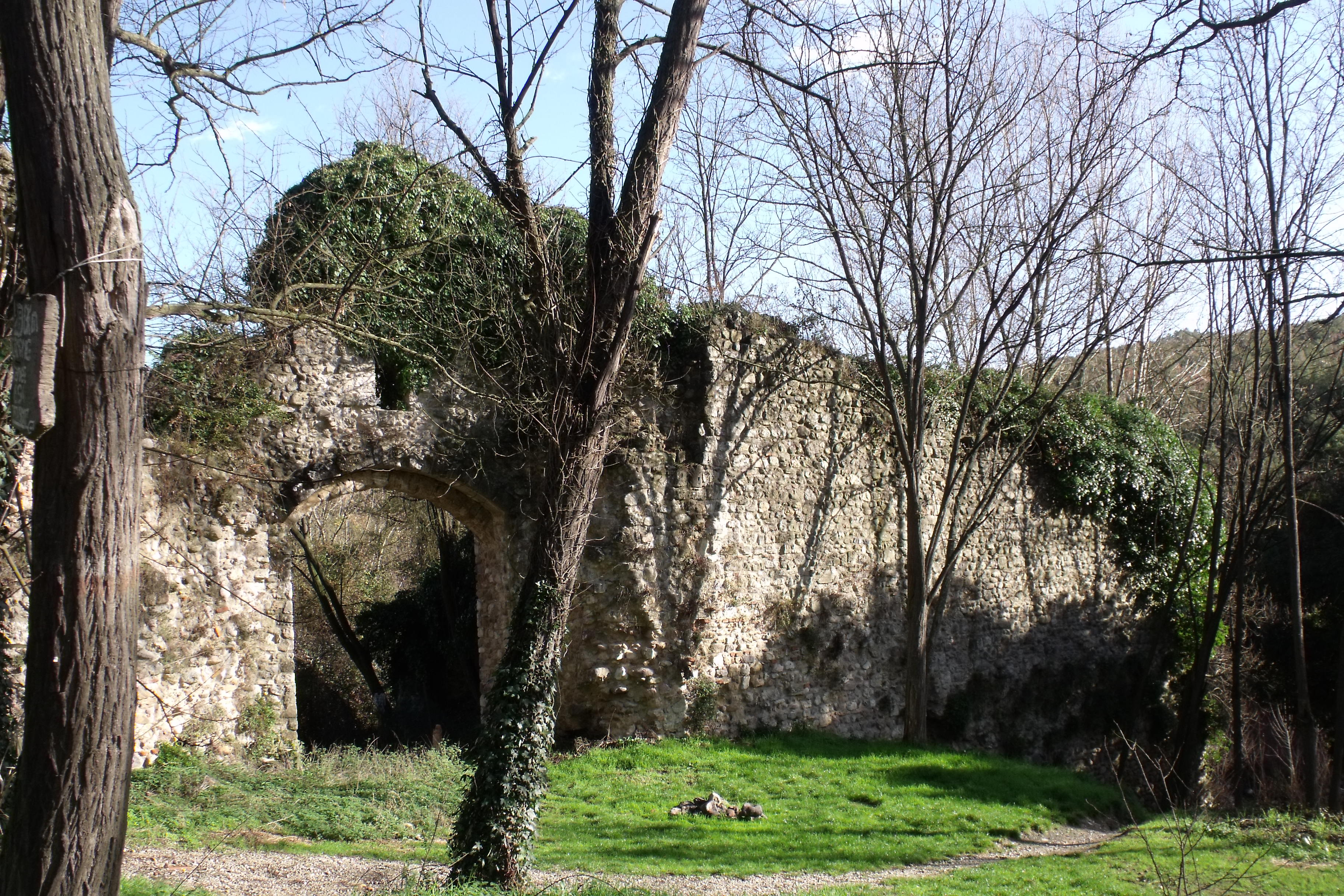
Die noch vorhanden Teile der Befestigungsmauern von Bagni di Petriolo

Der Ort ist hauptsächlich für seine Thermen bekannt, die bereits den Etruskern bekannt waren. Den den Etruskern nachfolgenden Römern war der Ort ebenfalls bekannt. Erstmals schriftlich erwähnt wurde der Ort 1230. 1273 wurden die Therme restauriert. Nach einem Besuch eines Verwalters aus Siena 1433 wurde der Ort von Siena geführt. Am Anfang des 15. Jahrhunderts entstanden durch Siena die Befestigungsanlagen, um den relativ entlegenen Ort vor Banden zu schützen. Die erste Brücke über die Farma entstand 1415 und wurde 1556 erneuert. Dadurch wurde der Ort zur einzigen befestigten Thermalanlage in der Toskana. Im 15. Jahrhundert gehörte Papst Pius II. zwischen 1460 und 1464 mehrfach zu den Besuchern der Therme. An ihn erinnert heute noch ein Gedenkstein. Bis zum 16. Jahrhundert verfielen die Therme zunächst, dann übernahm Santa Maria della Scala aus Siena die Leitung und vergab 1648 sie an die Familie Cospi. 1713 wurde der Großteil der sich in schlechtem Zustand befindlichen Befestigungsmauern durch Santa Maria della Scala abgerissen. Die modernen Thermalanlagen entstanden am Anfang des 20. Jahrhunderts und wurden im Jahr 2000 erweitert.

## Sehenswürdigkeiten
- Castello di Petriolo, Burgruine.
- Cappella di San Niccolò al Bagno, Kapelle aus dem 14. Jahrhundert.[1]